# Erioptera (Erioptera) peringueyi
Erioptera (Erioptera) peringueyi is een tweevleugelige uit de familie steltmuggen (Limoniidae). De soort komt voor in het Afrotropisch gebied.